# 地方競馬ナイン
地方競馬ナイン（ちほうけいばナイン）は、スカパー!プレミアムサービス（同光含む）にて放送されている、地方競馬専門チャンネル。
2014年4月1日に、Ch.701・702の2チャンネルが開局、同年10月1日にCh.703が開局し、現在の3チャンネル体制となった。
運営事業者は、アトス・ブロードキャスティング。番組送出は、スカパー・ブロードキャスティングに委託していたが、2016年12月1日よりスカパー!プレミアムサービスの衛星一般放送事業者はスカパー・エンターテイメントに変更された。
視聴料金は、3チャンネル同時加入で月額500円（消費税別）。

## 概要
既に専門チャンネルが存在する南関東公営競馬（浦和・船橋・大井・川崎）を除く、全国各地の地方競馬の実況中継や、ダイジェスト・展望番組を放送する。
それまでの南関東地区以外の中継は、中継する競馬場によって、運営主体の異なる3つのチャンネルに分かれていた。それを1つの運営事業者、2つのチャンネルに集約する形で、当チャンネルが開局することになった。
一方で、それまでは原則として無料放送だったのが、当チャンネルでは基本的に有料放送に移行している（一部例外あり、後述）。但し、「スカパー!無料の日」（原則第一日曜日）には、全面無料放送を実施するほか、特定の日にチャンネル独自で無料放送を行う場合もある。
Ch.702はCh.645の『ミュージック・グラフィティTV』と、Ch.703はCh.542の『寄席チャンネル』と帯域を共用しており、競馬中継時はそれぞれのチャンネルの放送が休止される。
当チャンネルで中継を行う競馬場の多くは、場内映像がハイビジョン化されているが、当チャンネルは開局当初、4:3標準画質での放送となっていた。その後、2014年9月25日より、ハイビジョン放送を開始、同年10月開局のCh.703も同様にハイビジョン放送となっている。
スマートフォン、タブレット端末では無料アプリ「ivy」をダウンロードする事により全日程無料で視聴が可能。

## 中継を行う競馬場
いずれの競馬場も、原則として全レース中継を行うが、1日に中継する競馬場が4つ以上になる場合、昼間開催の中継を途中で打ち切るか、ナイター開催の中継を途中から開始する場合がある。

### 全日程中継
- ばんえい競馬（帯広競馬場）
- ホッカイドウ競馬（門別競馬場）

以上2場は、2013年度まで『ミュージック・グラフィティTV』で中継していた。但し、2014年5月までは、移行措置として以下の対応を行った。
- 『ミュージック・グラフィティTV』の標準画質放送（Ch.795）でも中継を継続。
- 同チャンネルでの中継形態を引き継ぎ、ばんえい競馬の前半部分を除いては、無料放送を実施。

- 名古屋競馬場

2013年度までは、『セレクトショッピング Ch.217』で中継していた。
- 兵庫県競馬（園田競馬場・姫路競馬場）

2013年度までは、『鉄道チャンネル』の標準画質放送（Ch.255）で中継していた。
当初、兵庫は当チャンネルの開局を機に、CSでの中継から撤退するとしていたが、開局直前になって、急遽中継を行うことが決まった。但し、2014年9月までは他場の中継を優先する為、中継を実施しない開催日もあった。その後、同年10月より全日程中継に移行した。
- 高知競馬場

2013年度までは、『鉄道チャンネル』の標準画質放送で中継していた。

### 特定日のみ中継
- 岩手競馬（盛岡競馬場・水沢競馬場）

CSでの中継は、2010年に『ミュージック・グラフィティTV』で一時的に実施して以来となる。
2014年9月までは、ダートグレード競走開催日のみ中継。同年10月4日から11月24日の間は全日程中継。その後しばらく中継がなかったが、2015年7月13日から11月9日まで、毎週月曜日・ダートグレード競走開催日に中継を行う。
なお、岩手の中継については、全日程無料放送となっている。
- 笠松競馬場（オグリキャップ記念・笠松グランプリ開催日のみ中継）

CSでの中継は、2012年度まで『エキサイティング・グランプリ』で実施して以来となる。
- 金沢競馬場（原則として毎週火曜日のみ中継）

2013年度までは、『セレクトショッピング Ch.217』で中継しており、こちらでも原則火曜日のみの中継であった。
2015年9月・10月は、日曜日の開催も一部中継を行った。
- 佐賀競馬場（ダートグレード競走・主要重賞競走開催日のみ中継）

2014年9月までは、ダートグレード競走開催日のみ中継を行っていた。この期間、公式サイト上では正式な中継場とされていなかった。

## 中継以外の番組

### レースダイジェスト
ばんえい・ホッカイドウ・名古屋・兵庫のレースダイジェストを、開催日の夜間および翌日朝に放送する。この内、名古屋はスターキャット・ケーブルネットワークのコミュニティチャンネルで、開催日の22:00から放送されている番組を時差放送、それ以外は当チャンネル向けに主催者が編集したものを放送する。
なお、名古屋のダイジェストは、当チャンネルのハイビジョン化後も長らく標準画質での放送であったが、2015年10月開催分よりハイビジョン化された。
また、兵庫はサンテレビジョンで放送されていた『そのだ・ひめじけいばダイジェスト』の終了を受けて、2015年10月1日より放送を開始した。

### レース展望
名古屋・兵庫の（主にメイン競走の）展望を、開催日前日の夜および当日朝に放送する。名古屋は、上記レースダイジェストに内包して放送、兵庫は10分間の独立した番組で放送する。
なお、兵庫はレースダイジェスト同様、2015年10月1日に放送を開始、また、当チャンネルでの放送に先駆け、YouTubeのそのだ・ひめじけいば公式チャンネルにおいて、同じ番組を配信している。

### 楽天競馬プレゼンツ 地方競馬ナインスペシャル
2015年8月3日放送開始。楽天競馬の協賛により、放送直近1週間に行われた全国の主要レースの振り返りと、放送翌日から1週間以内に行われる重賞競走の展望を行う。MCは津田麻莉奈。展望部の監修は古谷剛彦が行っている。
放送時間は毎週月曜日21:00-21:20（以後翌日朝まで数回再放送あり）。また、YouTubeの楽天競馬公式チャンネルにおいて、放送翌日から同じ番組を配信している。

### その他
上記以外にも、全国で行われるシリーズ競走（スーパージョッキーズトライアルなど）のダイジェストや、ホッカイドウの2歳馬戦のダイジェストが不定期で放送される。2015年4月には、ホッカイドウの新シーズンの見所を案内する番組も放送された。
過去には、名古屋の過去の重賞競走のダイジェストや、名古屋所属の女性騎手・木之前葵の勝利レースをまとめたVTR、南関東を含む全国のダートグレード競走のダイジェストを放送していたこともある。
なお、これらの番組が放送される時間帯以外は、今後の中継予定を紹介するフィラー映像、もしくはテレビショッピングが放送される。また、深夜・早朝（概ね0:30-6:30前後）は放送を休止する。

## 他チャンネルでの振替放送
当チャンネルは、2014年9月まで2チャンネル体制だった為、編成の都合上、当チャンネルで中継が行えないケースがしばしばあった。その際は、以下のチャンネルにおいて振替放送を行っている。いずれも無料放送である。
- 寄席チャンネル

振替放送の大半はこちらで行われている。最も多いのは兵庫で、2014年6月以降当チャンネルで放送できない日程は、全てこちらで放送された。
その他にも、2014年7月21日はばんえいを、同年8月19日は金沢を、それぞれ中継した（いずれも当チャンネルが他場の中継を優先し、不完全中継となったのを補完する為）。
なお、寄席チャンネルでの中継時は、16:9標準画質での放送となっていた。
- ファッションTV・標準画質放送（Ch.765）

2014年5月5日に、ばんえい・ホッカイドウの開催が重複したことから、当チャンネル（Ch.795含む）ではホッカイドウの中継を優先し、ばんえいの中継はこちらで行った。
Ch.765は、同年5月一杯で放送終了となった為、同チャンネルでの振替放送はこのケースのみとなった。

## 他の地方競馬中継
いずれも、2016年現在のもので、全て有料放送。
- 南関東地方競馬チャンネル

南関東公営競馬の全日程・全レースを中継。
当チャンネル同様、2014年9月25日よりハイビジョン放送に移行している。
- グリーンチャンネル

『グリーンチャンネル地方競馬中継』と題して、全国のダートグレード競走や南関東地区の重賞競走を中心に随時中継。